# Jedwabniki
Jedwabniki – grupa owadów wytwarzających włókno jedwabne, wykorzystywanych do produkcji jedwabiu.
Jedwab jest produkowany  przez większość gąsienic ciem. Najlepszą jakość przędzy uzyskuje się od gatunków z rodzin pawicowatych (Saturniidae) i prządkowatych (Bombycidae), a w szczególności od gąsienic jedwabnika morwowego (Bombyx mori) z Azji, popularnie nazywanego jedwabnikiem. Według chińskiej legendy włókno jedwabne było znane już około 2700 lat p.n.e., ale przez wieki metody wykorzystania i produkcji jedwabiu handlowego były dobrze strzeżone.
Wywóz jedwabników oraz ich jaj poza Chiny był surowo karany, nawet śmiercią. Z czasem jaja jedwabników oraz ich morwy, na której jedwabniki żerują, zaczęto przemycać z Chin do innych rejonów świata, ukrywając je w wydrążonych kijach. Nawet po wprowadzeniu jedwabników przez Arabów do Hiszpanii i założeniu centrów hodowli we Włoszech, ceny jedwabiu w Europie były bardzo wysokie. Obecnie jedwabnik stał się tak udomowiony, że nie występuje w warunkach naturalnych.
Produkcja jedwabiu przez jedwabniki
1. Poszukiwania miejsca: Gąsienica jedwabnika Bombyx mori z Azji wybiera odpowiednie miejsce na liściach przed rozpoczęciem przędzenia jedwabiu. Jedwab jest produkowany przez gruczoły znajdujące się w ciele gąsienicy i wydzielany na zewnątrz przez aparat przędny na spodzie głowy.
2. Wczesne stadia: Na początku gąsienica przędzie małą siateczkę, zwijając jedwabną nić w luźny kokon. W tym momencie siateczka kokonu jest niezbyt gęsta, tak że gąsienice jeszcze wyraźnie przez nią widać.
3. Wznoszenie ścian: Gąsienica, aby utworzyć kokon, pracowała obracając się na zmianę do tyłu i do przodu pomiędzy liśćmi. Cały czas jedwab był wydzielany na zewnątrz przez gruczoły przędne.
4. Zwiększenie gęstości: Twardniejące warstwy jedwabiu powiększają się, a powstały kokon chroni gąsienicę przed drapieżcami.
5. Bezpieczne ukrycie: Kokon jest teraz dostatecznie mocny, żeby całkowicie chronić gąsienice podczas przepoczwarzania.